# Caronno Varesino
Caronno Varesino – miejscowość i gmina we Włoszech, w regionie Lombardia, w prowincji Varese.
Według danych na rok 2004 gminę zamieszkiwały 4602 osoby, 920,4 os./km².